# ATP New York City
Das ATP-Turnier von New York City (offiziell: New York City Open) war ein Tennisturnier, das von 2018 bis 2020 in Uniondale, einem Vorort von New York im gleichnamigen Bundesstaat, stattfindet. Damit gehörte es zu Hempstead im Nassau County. Es war Teil der ATP Tour 250 und wurde im NYCB Live’s Nassau Veterans Memorial Coliseum auf Hartplatz gespielt.

## Geschichte
Die Turnierlizenz ging von Memphis, wo das Turnier vorher 42 Jahre ausgetragen worden war, nach New York über. Zeitgleich fanden jährlich die Turniere in Buenos Aires und Rotterdam statt. Letzteres war der höheren Turnierkategorie ATP Tour 500 zugehörig.
2022 wurde die Lizenz weiter nach Dallas verkauft, wo Anfang Februar ein Hallenturnier stattfindet.

## Siegerliste

### Einzel
| Jahr | Sieger         | Finalgegner    | Finalergebnis   |
| ---- | -------------- | -------------- | --------------- |
| 2020 | Kyle Edmund    | Andreas Seppi  | 7:5, 6:1        |
| 2019 | Reilly Opelka  | Brayden Schnur | 6:1, 6:77, 7:67 |
| 2018 | Kevin Anderson | Sam Querrey    | 4:6, 6:3, 7:61  |

### Doppel
| Jahr | Sieger                              | Finalgegner                            | Finalergebnis    |
| ---- | ----------------------------------- | -------------------------------------- | ---------------- |
| 2020 | Dominic Inglot Aisam-ul-Haq Qureshi | Steve Johnson Reilly Opelka            | 7:65, 7:66       |
| 2019 | Kevin Krawietz Andreas Mies         | Santiago González Aisam-ul-Haq Qureshi | 6:4, 7:5         |
| 2018 | Maks Mirny Philipp Oswald           | Wesley Koolhof Artem Sitak             | 6:4, 4:6, [10:6] |